# Fetița cu stropitoare
Fetița cu stropitoare este o pictură în ulei pe pânză realizată de Auguste Renoir în 1876. Lucrarea a fost pictată aparent în faimoasa grădină a lui Claude Monet de la Argenteuil și poate să înfățișeze una dintre fetele din cartierul lui Renoir îmbrăcată într-o rochie albastră ținând în mână o stropitoare.
Pictura este expusă la National Gallery of Art, Washington, D.C.